# Batalha de Mogadíscio (2006)
Segunda Batalha de Mogadíscio foi uma batalha ocorrida em 2006 pelo controle da cidade de Mogadíscio, a capital da Somália. As forças em confronto foram a Aliança para a Restauração da Paz e Contra o Terrorismo (ARPCT) e a milícia leal à União das Cortes Islâmicas (ICU). O conflito começou em meados de fevereiro de 2006, quando os senhores da guerra somalis formaram a ARPCT para desafiar a emergente influência da União das Cortes Islâmicas. A influência dos islamistas foi em grande parte gerada por ricos doadores financeiros que procuraram permitir que a União dos Tribunais Islâmicos tomasse o poder no país para trazer estabilidade. A batalha foi a segunda das nove grandes batalhas ocorridas em Mogadíscio durante a longeva Guerra Civil da Somália.
Verificou-se após a batalha que os Estados Unidos estavam financiando a ARPCT devido as preocupações de que a União das Cortes Islâmicas teria laços com a al-Qaeda. A milícia da União das Cortes Islâmicas conquistou o controle de Mogadíscio e as forças da ARPCT deixaram a cidade.

## Antecedentes
Em 2005, foi relatado que vários tribunais islâmicos independentes começaram a trabalhar cooperativamente sob a égide da lei da shariah, que então se tornaria a União dos Tribunais Islâmicos. Este movimento, em seguida, assumiu o poder em Mogadíscio, criando um movimento islamista em toda a Somália. Esta cooperação entre os tribunais islâmicos fez com que os senhores da guerra e empresários somalis se unissem e formassem a ARPCT, com o apoio da ajuda estadunidense e etíope. Após essa unificação, os membros começaram a se mobilizar para impedir que um movimento islamista assumisse o poder total sobre a capital. A ARPCT começou conduzindo vários ataques e sequestros no início de 2006, mas com o passar do ano essas agressões causaram o surgimento de um conflito.

## Batalha
Em maio de 2006, intensificaram-se os combates entre os senhores da guerra e as milícias leais à União dos Tribunais Islâmicos, que controlava cerca de 80% da cidade. Houve conflito anterior em toda a Somália envolvendo a ARPCT, porém nada que durasse mais do que alguns dias, assim a eclosão e a continuidade desta batalha significava que era, efetivamente, uma mudança em relação a situação anterior. Em 4 de junho de 2006, a União dos Tribunais Islâmicos capturou Balad, 30 milhas ao norte de Mogadíscio. Balad estava anteriormente sob o controle de forças leais a Musa Sudi Yalahow. Ao final do conflito, foi relatado que cerca de 350 pessoas foram mortas, com milhares desabrigados.
Em 5 de junho de 2006, o primeiro-ministro somali Ali Mohamed Gedi demitiu quatro ministros (que também eram líderes de clãs) cujos exércitos particulares estavam envolvidos nos combates. Gedi demitiu o ministro da Segurança Nacional, Mohamed Afrah Qanyare, o ministro do Comércio Musa Sudi Yalahow, o Ministro de Reabilitação da Milícia, Botan Ise Alin, e o ministro dos Assuntos Religiosos, Omar Muhamoud Finnish, de acordo com o porta-voz do governo Abdirahman Nur Mohamed Dinari. Também convidou os tribunais islâmicos para negociações.
No mesmo dia, Sheikh Sharif Ahmed, presidente da União dos Tribunais Islâmicos, teria tomado Mogadíscio, dizendo em uma transmissão de rádio: "Vencemos a luta contra o inimigo do Islã. Mogadíscio está sob o controle de seu povo." O sucesso da União dos Tribunais Islâmicos foi atribuído à habilidade do movimento islamista de transcender a política de clãs.
Após a queda de Mogadíscio, houve duas manifestações concorrentes. O maior clã de Mogadíscio, o Abgaal, realizou uma manifestação na parte norte da cidade, atraindo cerca de 3.000 pessoas. A Associated Press relata que os manifestantes gritaram "Não precisamos de engano islâmico!" e "Não queremos tribunais islâmicos, queremos paz!" Houve uma manifestação concorrente em apoio à União dos Tribunais Islâmicos. Nesse comício, Sheikh Sharif Ahmed é citado como tendo dito: "Até chegarmos ao estado islâmico, continuaremos com a luta islâmica na Somália", para uma multidão de cerca de 500 pessoas.
Com a perda decisiva para a União dos Tribunais Islâmicos, o Governo Federal de Transição da Somália removeu quatro membros proeminentes da ARPCT de seus cargos dentro do governo.
Os senhores da guerra recuaram para a Etiópia ou se renderam à União dos Tribunais Islâmicos, tornando os islamistas os novos senhores de Mogadíscio e de seu importante porto. As forças restantes da ARPCT, no entanto, teriam fugido para Jowhar. Um membro da coalizão ARPCT disse que a coalizão "não tem planos imediatos", após sua derrota decisiva.
Em 14 de junho de 2006, após um impasse que durou aproximadamente oito dias, a União dos Tribunais Islâmicos teria atacado as forças da ARPCT restantes em Jowhar, desbaratando-as e tomando a cidade.

## Legado
Ali Mohamed Gedi, desde então, solicitou forças de manutenção da paz da União Africana, e países vizinhos como o Quênia impuseram sanções aos senhores da guerra em fuga, impedindo-os de entrar em seus territórios.
Em dezembro de 2006, a Etiópia declarou guerra ao vencedor da batalha, a União dos Tribunais Islâmicos. Além das tensões de longa data entre a Etiópia e a Somália por causa da reivindicação de terras, o governo etíope não aprovava que a União dos Tribunais Islâmicos ocupasse o poder na Somália. Este conflito foi de curta duração, terminando em favor da Etiópia.

## Apoio dos Estados Unidos para a ARPCT
Michael Zorick (oficial político do Departamento de Estado dos Estados Unidos para a Somália), que estava designado em Nairóbi, foi transferido para o Chade depois de enviar um telegrama a Washington criticando a política estadunidense de pagar aos senhores da guerra somalis. O The Times declarou: "As atividades americanas na Somália foram aprovadas por altos oficiais em Washington e foram reafirmadas durante uma reunião do Conselho de Segurança Nacional sobre a Somália em março."
Em 7 de junho de 2006, o presidente da República do Congo e então chefe da União Africana, Denis Sassou-Nguesso, criticou os Estados Unidos por seu envolvimento nos combates em Mogadíscio após seu encontro com o presidente George W. Bush e a secretária de Estado Condoleezza Rice.